# Долгая помолвка (роман)
«Долгая помолвка» (фр. Un long dimanche de fiançailles) — роман французского писателя Себастьяна Жапризо, опубликованный в 1991 году. Книга стала международным бестселлером и лауреатом премии «Интералье». Мастер психологического детектива, Себастьян Жапризо раскрывает внутренний мир своих героев в условиях самой страшной для Европы Первой мировой войны. В этом позднем романе детективное начало выражено не так ярко — на первый план выходит психология персонажей, их духовный поиск. Ключевой идеей романа становится мысль о том, что любовь сильнее войны и смерти, она способна возрождать к новой жизни.

## Сюжет
Действие романа происходит во Франции после окончания Первой мировой войны. Юной Матильде Донней (фр. Mathilde Donnay), главной героине романа, выпала нелегкая судьба: с детства она прикована к инвалидной коляске, а её жених Жан Этчевери, которого все называли Манеш, в восемнадцать лет ушёл на фронт и не вернулся. В похоронке значится лаконичное: «Убит врагом». Однако умирающий от «испанки» сержант Эсперанца рассказывает Матильде правду. Оказывается, Манеш был «самострельщиком» — так называли тех, кто наносил сам себе ранение, чтобы получить увольнение. Во время Первой мировой таких было много; их всех судили, часть приговорили к расстрелу, но лишь нескольких — к наказанию гораздо более бесчеловечному. В число приговорённых попал и Манеш. Его и ещё четырёх солдат отвезли к месту на реке Сомме, которое прозвали «Угрюмый Бинго» или «Бинго в сумерках», и в ночь на 7 января 1917 года выбросили за бруствер на «ничейную землю» между французами и немцами, предлагая бошам исполнить приговор. В завязавшейся на следующее утро бойне все пятеро приговоренных, должно быть, погибли, — так считает сержант Эсперанца. Однако что-то в его рассказе вселяет надежду в сердце Матильды. Она уверена и чувствует: её жених не погиб, он жив и только ждёт, когда Матильда найдёт его.
В первой главе под названием «В субботу вечером» перечисляются стоящие в центре сюжета фигуры:
- Клебер Буке (фр. Kléber Bouquet), по прозвищу Бастилец (фр. Bastoche), а также Эскимос (фр. L'Eskimo), столяр, Париж, 1900 года призыва;
- Франсис Гэньяр (фр. Francis Gaignard), по прозвищу Си-Су (фр. Six-Sous), сварщик, департамент Сены, 1905;
- Бенуа Нотр-Дам (фр. Benoît Notre-Dame), по прозвищу Этот Парень (фр. Cet Homme), крестьянин из Дордони, 1906;
- Анж Бассиньяно (фр. Ange Bassignano), по прозвищу Уголовник (фр. Droit Commun), по прозвищу Нино, Буш-дю-Рон, 1910;
- Жан Этчевери (фр. Jean Etchevery), называемый по-баскски Манеш (фр. Manech), по прозвищу Василёк (фр. Le Bleuet), рыбак. Ланды, 1917 года призыва.

Дело предстоит непростое, ведь почти никто не хочет помогать Матильде в её поисках, а все официальные бумаги военных лет остаются засекреченными. Но Матильда не теряет надежды, она прибегает к помощи обычных людей — ветеранов войны, их матерей, жён и подруг; письма, которые накапливаются в её шкатулке, медленно, но верно открывают ей истинную картину тех давних событий. Путь Матильды труден и опасен, ведь кое-кто не желает, чтобы правда вышла на свет. Но судьба дарит девушке и неожиданных помощников, и удачные стечения обстоятельств, и поистине женское долготерпение.
Примечательно, что весь роман, по задумке автора, написан самой Матильдой, вспоминающей свою молодость спустя многие годы после основных событий.
По ходу развития действия, охватывающего не только события с 1917 по 1924 гг., но и предшествующие, начиная с рождения Матильды в 1900 году и встречи главных героев в 1910 году, постепенно и упорно, Матильда выясняет судьбу каждого из самострельщиков, тщательно записывая и архивируя любую полученную информацию. В активной фазе расследование длится 5 лет, с 1919 по 1924 гг., то есть с разговора с Даниелем Эсперанца в главе «Угрюмый Бинго», выступающей завязкой детективной линии сюжета. Текст романа написан в эпистолярном стиле, представляя собой многочисленные письма, полученные Матильдой от её корреспондентов: сослуживцев, их родственников и друзей, случайных свидетелей.
Ключевую роль в её расследовании играют мотивы немецких сапог и красной вязаной перчатки, благодаря которым становится возможным отличить приговорённых в многоликой массе обречённых на гибель. Перчатку, как выясняет Матильда, щедро подарил несчастному искалеченному Манешу милосердный Селестен Пу. Столь яркая деталь гардероба превращается в ключ к опознанию Манеша, отличая его тело от «миллионов таких же несчастных солдат». И спустя годы, однако, Матильда выясняет, поочерёдно задавая один и тот же вопрос собеседникам, что на пяти телах, погребённых в итоге под брезентом 8 января 1917 года, ни у кого на руке не было красной вязаной перчатки. Но один из опрошенных наконец сообщает Матильде заветную информацию: приметная перчатка действительно была на руке одного раненого юнца, подхватившего пневмонию, однако — вовсе не Василька… Сердце Матильды начинает «биться сильнее прежнего». С этого момента острая детективная интрига стремительно движется к кульминации.
Скрупулёзно перебирая, кто из четырёх товарищей по несчастью Манеша мог вынести его, лишившегося руки и потерявшего рассудок от испытаний, на своих плечах из Угрюмого Бинго, Матильда поочерёдно отказывается от кандидатур трёх из них, кому так и не удалось выбраться из ледяной траншеи, по колено заваленной снегом. Важную роль в поисках играют прощальные письма приговорённых, которые невеста Василька получает от Даниеля Эсперанца ещё в августе 1919 года: все пять написаны разным стилем, возможно, содержа в себе тайные шифры. Мотив поиска тайного кода в письмах добавляет увлекательности детективной интриге. Матильда продолжает анализировать письма, самостоятельно обнаружив тайнопись лишь в 1924 году в письме крестьянина из Дордони.
Жапризо прибегает к мотиву сна, который тайной нитью связывает Матильду с Бенуа Нотр-Дамом, мужественным спасителем её возлюбленного: невеста Василька видит сон, в котором пробирается к далёкому мужчине через поле подсолнухов, сокрушая обступившие её толстые стебли и в отчаяньи запачкав своё белое платье. Это и есть образ её затянувшейся помолвки: в символически белом платье невесты Матильда преодолевает препятствия в поисках Манеша. При встрече и объяснении Бенуа Нотр-Дам, теперь владеющий бескрайним полем подсолнечников, сообщает ей о своём давнем сне — в нём Матильда шла ему навстречу. Недаром к прежним добавляется мотив судьбы — очевидно, что преданной Матильде суждено было увидеть Бенуа и воссоединиться с пострадавшим от войны милым другом.
Старания Матильды вознаграждаются: Манеш найден живым, хотя и потерявшим память. Он совсем не помнит свою невесту, но всё говорит о том, что их духовная связь крепка и влюблённых ждёт счастливое воссоединение. Как и Матильда, Манеш стал живописцем, что обещает ещё больше сблизить их. Не говоря напрямую, автор намекает на грядущее супружество героев, называя новую мать Манеша, вдову Дерошель, «будущей свекровью» Матильды.

## Список глав
1. «В субботу вечером»: описание-представление центральных персонажей в субботу 6 января 1917 года.
2. «Угрюмый Бинго»: поездка Матильды в госпиталь на встречу с сержантом Эсперанца в августе 1919 года; всплывают слова капрала Шардоло в июне 1918 года: «Готов поставить две монеты на Василька».
3. «Соломенная вдова»: чтение новообретённых последних писем осуждённых и капитана Фавурье; предыстория Матильды от её рождения в 1900 году; рассказ Аристида Поммье; Матильда желает обвенчаться с Манешем посмертно — слова его письма «Завтра уже воскресенье, а нас поженят в понедельник» подтверждают обоюдность их желания; родители Манеша и Матильды выступают против; гинеколог обследует Матильду и устанавливает, что она сожительствовала с мужчиной.
4. «Славные былые деньки»: октябрь 1919 года, рассказ Терезы Гэньяр, жены Си-су; письмо кюре Кабиньяка, где жил Этот Парень; письмо вдовы Конте, тётки Тины Ломбарди, любовницы Уголовника; рассказ Малыша Луи, друга Бастильца.
5. «Мелочёвка королевы Виктории»: ноябрь 1919 года, разговор с Пьером-Мари Рувьером, юрисконсультом Матьё Доннея, отца Матильды; сведения от так называемого друга Офицера: имя Манеша числится в списке потерь 8 января 1917 года; уведомление о помиловании Манеша и остальных было получено 4 января 1917, но скрыто; сон Матильды о поле подсолнухов.
6. «Шкатулка из красного дерева»: январь 1920 года, письмо Вероники Пассаван, любовницы Бастильца; ответы на объявление Матильды в газетах; письмо вдовы Конте, чья племянница Тина верит в спасение Эскимоса с одним товарищем; письмо юриста Рувьера; письмо Жермена Пира, сыщика, узнавшего о прибытии капрала Горда, друга Бастильца, раненым в госпиталь 8 января 1917 года; письмо матери капрала Шардоло, сказавшего: «Я видел всех пятерых мёртвыми на снегу, и один из них, если не двое, был совсем не тот, кого я ожидал обнаружить»; Матильду озадачивают результаты расследования Тины: «Чем мог так отличаться Эскимос от четырёх остальных в Угрюмом Бинго? Сапогами, снятыми с немца»; Матильда обнаруживает, что Тина Ломбарди ошиблась— Бастилец кому-то отдал сапоги; письмо Элоди Горд, жены капрала Горда по прозвищу Бисквит;
7. «Жена взаймы»: июль 1920 года, разговор с Элоди Горд; письмо Элоди Горд: Горд дружил с Бастильцем и мог обменяться обувью — приметными немецкими сапогами; письмо Жермена Пира: капрала Горда видели в траншее в немецких сапогах Бастильца; разговор с Вероникой Пассаван; разговор с юристом Рувьером: тело Манеша покоится на кладбище в Пикардии с марта 1917 года.
8. «Мимозы Оссегора»: июнь 1910 года, история знакомства и любви Матильды и Манеша; январь 1921 года: совершеннолетняя Матильда приобретает участок на озере Оссегор, где они плавали с Манешем; посещение военного кладбища; письмо Жермена Пира; январь 1922 года, посещение кладбище Эрделен; умирают родители Манеша; 1923 год, Матильда строит виллу в Оссегоре в память о Манеше и селится там; 1924 год: «1924 год должен принести ей удивительные открытия и залечить раны»; письма в ответ на объявление в газетах — совет не искать Селестена Пу и ответ Аристида Поммье: в понедельник 8 января 1917 года британцы похоронили пятерых убитых французов; приезд Селестена Пу.
9. «Гроза армии»: 1924 год; рассказ Селестена Пу: в 10 или 11 часов утра 7 января 1917 года Манеш был жив и слепил снеговика; попытка разобраться в шифре Нотр-Дам; майор Лавруй скрыл помилование Пуанкаре; Пу подтверждает, что немецкие сапоги были на Бенжамене Горде, который, раненый в голову, утром 8 января 1917 года тащил на спине раненого товарища по имени Ларошель в санчасть; мнение Селестена Пу: «Если кто-то из пятерых, оставленных на снегу, сумел выбраться живым, им мог быть только Этот Парень».
10. «Траншея напротив»: август 1924 года, посещение Матильдой траншеи Угрюмый Бинго; Матильда предполагает, что «в то снежное воскресенье» капрал Горд с молодым Ларошелем пошёл за другом Бастильцем; разговор с крестьянами, свидетелями перезахоронения пятерых из воронки в марте 1917 года; красной перчатки Манеша не было ни на чьей руке; разговор с австриячкой Хейди Вейсс в таверне: «Вашего жениха расстрелял один из наших самолетов»; гильотинировали Тину Ломбарди, прозванную Убийцей офицеров.
11. «Влюблённые из Бель де Мэ»: письмо Тины Ломбарди; история любви Тины и Анжа Бассиньяно; расследование Тины: одного из пяти осуждённых в немецких сапогах кто-то видел в санчасти в понедельник 8 января раненным в голову; его товарища, смертельно раненного парня моложе его, тоже успели эвакуировать; сержант Фавар сообщил Тине — на левой руке солдата по имени Жан Дерошель, которого капрал Горд тащил на себе 8 января, была красная перчатка; Нино был застрелен капралом Тувенелем; Матильда начинает поиски солдата Жана Дерошеля.
12. «Подсолнечники на краю света»: август 1924 года; письмо от Хейди Вейсс: в понедельник на рассвете капрал Горд лежал в немецких сапогах мёртвых в Бинго; кто-то взял его сапоги и добрался в них до санчасти; это мог быть только Этот Парень — его имел в виду капрал Шардоло, говоря: «По крайней мере один, если не двое», — а позднее: «Готов поставить две монеты на Василька»; письмо от кюре Кабиньяка; Матильда дешифрует письмо Этого Парня; встреча Матильды с крестьянином из Дордони на «бескрайнем поле подсолнечников» на Краю Света: рассказ Этого Парня о спасении Манеша; «Мужайся, Василёк. Держись. Я понесу тебя»; сон Бенуа Нотр-Дама.
13. «Генерал-лейтенант Бинг в угрюмый день»: август 1924 года; телеграмма от Жермена Пира 2 сентября: «Он жив»; июль 1928 года: письмо из Канада от солдата, похоронившего пятерых под брезентом; сентябрь 1948 года: письмо с табличкой из траншеи Бинго с рисунком и надписью «Генерал-лейтенант Буинг в Угрюмый день, 1916 год»; январь 1965: письмо Элен, дочери Элоди Горд; письмо Жермена Пира 2 сентября 1924 года: «Я видел вашего жениха Манеша, которого теперь зовут Жан Дерошель»; совет Жермена Пира: «Ваше обручение так затянулось, пусть продлится еще немного»; Манеш стал живописцем: «Вам предстоит встреча с сильным соперником, Матти»; Матильда планирует переехать жить поближе к новому дому Манеша в Милли-ла-Форе; экспедиция в Милли.
14. «В понедельник утром»: 10 утра 8 января 1917 года ньюфаундлендские солдаты прибыли в траншею Бинго; сержант Бонавантюр с людьми хоронит пятерых, сопровождая погребение стихами:

Пять французских солдат
Здесь спокойно лежат,
К счастью, не босые,
Ветер гнал их туда,
Где погибают розы
От сильного мороза.

## Экранизации
«Долгая помолвка» (Франция, США, 2004) — экранизация французского режиссёра Жана-Пьера Жёне. Режиссёр десять лет ждал возможности снять фильм по своему любимому произведению Жапризо. Экранизация была номинирована на «Оскар» и стала пятикратным лауреатом премии «Сезар». Главные роли в фильме исполнили Одри Тоту и Гаспар Ульель.

## Отзывы о романе
Профессор Боудин-колледжа в США Кристиан Потхолм в книге «Понять войну: аннотации к библиографии» (англ. Understanding War: An Annotated Bibliography) даёт высокую оценку «Долгой помолвке», называя роман резким и динамичным, а его финальные строки — пронзительным росчерком пера. Потхолм выделяет описание судеб пяти героев на протяжении почти всей 1-й Мировой Войны.

## Художественное своеобразие
В «Долгой помолвке» Себастьян Жапризо вновь прибегает к излюбленному мотиву амнезии, встречающемуся практически во всех остальных романах беллетриста. Амнезия главного героя, знающего не больше читателя, выступает художественным отражением постепенного узнавания всей правды самим читающим. Этот приём, роднящий «Долгую помолвку» с «Дамой в автомобиле в очках и с ружьём», «Убийственным летом» и «Ловушкой для Золушки», всё же переработан автором в «Долгой помолвке» в сравнении с более ранними романами: здесь благодаря амнезии главный герой Манеш на протяжении всего развития действия никак не влияет на ход детективных поисков истины, практически постоянно выступая внесценическим персонажем, о котором все говорят, но который сам не принимает активного участия в происходящих событиях.
Читатель, вовлечённый в поиск правды Матильды, попеременно то огорчается её неудачам, то радуется успехам. Все свидетельства очевидцев оцениваются через призму Матильдиного восприятия, и её неспособность чётко выяснить судьбу Манеша ощущается читателем как собственная беспомощность, в то время как её умозаключения воспринимаются логическими выводами самого читающего. Состояние как Матильды, так и Манеша, не помнящего, что с ним стряслось, подобно состоянию читателя, пребывающего в аналогичном неведении о судьбе персонажа. Не в силах сразу найти Жана Этчевери, Матильда компенсирует обрывочность сведений о юноше построением правдоподобных версий.
Представьте, меня подчас сильно мучит развитое воображение.
Где-то в её мозгу вдруг рождается видение. Она представляет себе, как в то снежное воскресенье, в
полной темноте, Бенжамен Горд и молодой Ларошель, сдав немецких  пленных, возвращаются
на свои позиции. <...> И вот они <...> отправляются туда, где, возможно, еще агонизирует Манеш.
Исследователь Сьюзан Майерс в книге «Себастьян Жапризо: искусство преступления» цитирует монографию «Акт чтения: теория рецептивной эстетики» Вольфганга Изера, подчёркивая, что процесс, в ходе которого «литература воспроизводит известное, при этом лишая его сиюминутной значимости», позволяет читающему участвовать в воссоздании смысла. Читатель, как и молодая преданная женщина, ищущая потерянного жениха, должен подвергнуть синтезу разрозненные элементы информации, узнаваемые Матильдой, чтобы создать полнозначное целое. Следовательно, созидательно-творческая сторона чтения принципиально значима при чтении Жапризо, если только читатель и молодая героиня действительно хотят преодолеть неясность и прийти к истине. Противоречивость художественного вымысла в том, чтобы не только сводиться к выдумке, но и в том, чтобы сподвигать. Из-за этой двойственности авторский вымысел одновременно лишён правдивости, но в то же время и правдив — достаточно, чтобы история Манеша давала пищу воображению читателя и сподвигала его ассоциировать себя с героями и участвовать в поисках смысла.
Вследствие этого центральной темой «Долгой помолвки» выступает расследование, причём расследует именно читатель, обладающий в полной мере той же информацией, что и расследующий персонаж — Матильда, а за отправную точку расследования берётся отрицание. В «Долгой помолвке» это отрицание не чего иного, как смерти Манеша.
Сам процесс расследования — уже одна из форм эстетического удовольствия, а чтение становится приключением внутри творческого пространства. Отсрочивая однозначный итог поисков, роман будит в читателе не просто любопытство разгадать загадку происшествия 7 января 1917 года, а более изощрённое желание покончить с напряжением незнания и продолжить искать, читать и расследовать.
И читатель, и Матильда в начале романе не знают ничего о дальнейшей судьбе Жана Этчевери, что создаёт мотив тайны в романе. Его созданию служат противоборствующие силы неясности и обнаружения. Несомненно, что читатель таких загадок жаждет от текста наконец обрести ясность, но тщетно: текст Жапризо не предоставляет этого желанного прояснения. Даже финал романа предстаёт открытым, чтобы не пресечь тайну и не поставить точку в судьбе героев. Но к моменту развязки текст провоцирует определённые ожидания, которые мы на него одно за одним проецируем с целью редуцировать его многозначность, сузив до одной единственной интерпретации. Так читатель извлекает индивидуальный, но не претящий общей концепции смысл. В «Долгой помолвке» финальная развязка амбивалентна, так как Жапризо не даёт чёткого ответа: означает ли обретение Матильдой ясности о судьбе Жана Этчевери, что романтическая линия их отношений продолжится, а помолвка завершится свадьбой. Литератор и в развязке создаёт противоборство неясности и обнаружения, решимости и противодействия: до того изображённая внесценическим персонажем, новая мать Манеша, вдова Дерошель, на секунду выходит на сцену, чтобы жарко противостоять Матильде в её решимости воссоединиться с ним.
Не отнимайте его у меня, умоляю вас, не отнимайте. Мы умрём оба.
Тем не менее Жапризо мимолётно и лаконично называет вдову Дерошель «будущей свекровью Матильды», помогая читателю извлечь «не претящий общей концепции смысл». Страстно желающая дотронуться до Манеша, Матильда так и не делает этого в главе «Генерал-лейтенант Бинг в угрюмый день», чтобы не пресечь столь же напряжённую жажду прояснения у читателя.
Если протянуть руку и он подойдёт ближе, можно будет прикоснуться к нему.
Вышеописанные особенности помогают Жапризо сохранить драматическую напряжённость повествования до самого финала. И лишь последняя глава «В понедельник утром», названием зеркально перекликаясь с первой «В субботу вечером», уже лишена непосредственного драматизма и пронизана лишь горьким лиризмом сожаления о зверствах войны.

## Цитаты
Жизнь продолжается, и она достаточно сильная штука, чтобы нести нас на своей спине.Себастьян Жапризо
Сентиментальные   мужчины, думает Матильда, куда отвратительнее размалёванных старух.Себастьян Жапризо
Сильвен говорит: "И все же война — порядочная мерзость.Себастьян Жапризо
Во что бы Мама ни играла — в манилу, белот или бридж, — она ведёт себя как последняя дрянь. Она
гениально играет в карты.Себастьян Жапризо
Она долго плакала, ведь отчаяние — это удел женщин, но не дольше положенного, ибо им в равной
мере присуще и упрямство.Себастьян Жапризо
Она говорит себе, что если эта нить не приведет её к возлюбленному, то тем хуже, но это неважно, она
всегда успеет на ней повеситься.Себастьян Жапризо